# Vente de pâtisseries
 (septembre 2018).
Si vous disposez d'ouvrages ou d'articles de référence ou si vous connaissez des sites web de qualité traitant du thème abordé ici, merci de compléter l'article en donnant les références utiles à sa vérifiabilité et en les liant à la section « Notes et références ».
Une vente de pâtisseries est une activité de collecte de fonds au cours de laquelle des pâtisseries comme des beignets, gâteaux, biscuits, et parfois des aliments ethniques, sont vendus. Les ventes de pâtisseries sont généralement détenues par de petits organismes à but non lucratif, tels que les clubs, les groupes scolaires et les organismes de bienfaisance. Les ventes de pâtisseries sont souvent situées autour d'une zone de circulation piétonne, comme à l'extérieur d'une épicerie ou à une intersection achalandée à proximité d'un centre commercial. La vente de pâtisseries est également une activité populaire au sein des entreprises.

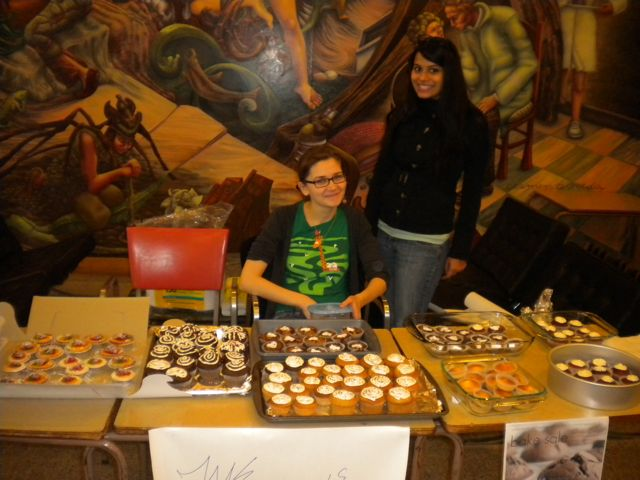
Un stand classique de vente de pâtisseries.

## Pâtisseries
Pâtisseries généralement proposées lors d'une vente de pâtisseries :
- brownies
- tranches de gâteaux
- cookies
- cupcakes
- doughnuts
- barres de céréales
- muffins
- parts de tarte
- Carrés Rice Krispies

## Thèmes
Les deux types de vente les plus populaires sont :
- Vente de dons : la communauté ou les membres du club participent en préparant des pâtisseries
- Vente de volume : planifie l'organisation des produits à préparer et offre les recettes à ses membres

Différents thèmes apparaissent régulièrement au cours de ces ventes :
- Les préférés de la saison
- Thème du cupcake
- Thème du chocolat
- Thème du cookie
- Thème du gâteau